# Rainer Schmitt

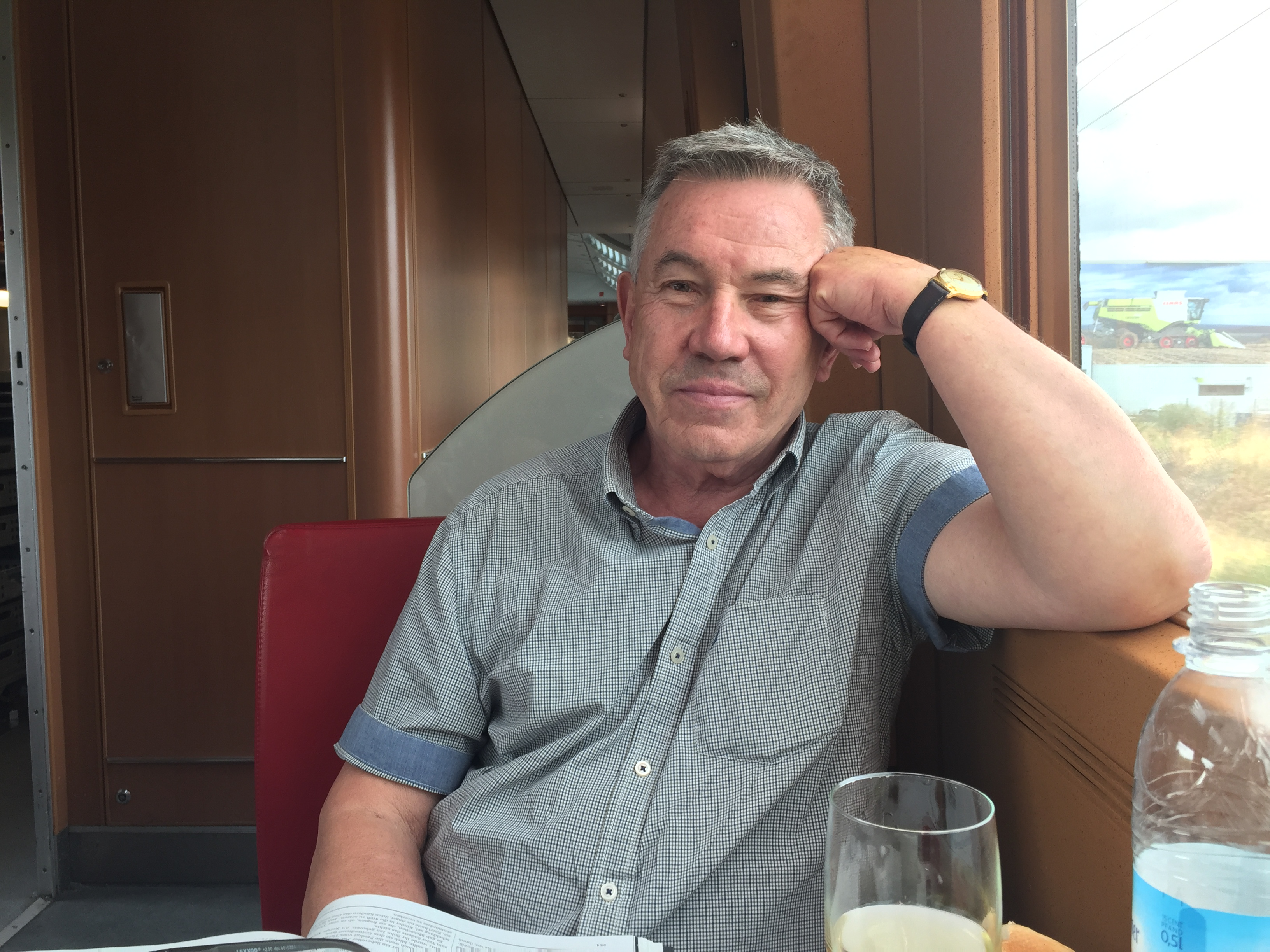
Rainer Schmitt (2019)

Rainer Schmitt (* 1948 in Koblenz) ist ein deutscher Hörspielsprecher, Schauspieler und Synchronsprecher. Bekannt wurde er insbesondere als Sprecher der Hauptfigur des Larry Brent in der gleichnamigen Hörspielserie.

## Werdegang
Schmitt studierte von 1965 bis 1968 Schauspiel an der Hochschule für Musik und Darstellende Kunst in Hamburg und war im Anschluss als Theaterschauspieler tätig. Er war unter anderem am Schauspielhaus Bochum und im Thalia Theater in Hamburg engagiert. Es folgten diverse Rollen in Fernsehserien, vornehmlich im Genre Krimi. Seit den 1980er Jahren ist er in unzähligen Hörspielen zu hören, so insbesondere in der Rolle des Larry Brent in der gleichnamigen Serie. Darüber hinaus war er in Folgen der TKKG- und Die-drei-???-Reihen und vielen Produktionen mehr zu hören.

## Filmografie (Auswahl)
- 1970: Aus dem Alltag in der DDR – Zweiter Versuch einer Rekonstruktion nach Berichten und Dialogen (Fernsehfilm)
- 1972: Hamburg Transit (Folge Der letzte Auftritt, Fernsehserie)
- 1972: Dem Täter auf der Spur (Folge Kein Hafer für Nicolo, Krimiserie)
- 1972: Motiv Liebe (Folge Meta und Ernst, Dramaserie)
- 1978: Ein Mord am Lietzensee (Fernsehfilm)
- 1978: PS – Geschichten ums Auto (Folge Feuerreiter I, Fernsehserie)
- 1981: St. Pauli-Landungsbrücken (Folgen Kleine Hexe und Acht Tage Urlaub, Fernsehserie)
- 1982: Tatort: Wat Recht is, mutt Recht bliewen (Fernsehreihe)
- 1984: Der blinde Richter (Fernsehserie, 13 Folgen)
- 1985: Tatort – Irren ist tödlich
- 1986: Didi auf vollen Touren
- 1987: Hafendetektiv (Folge Der Tod des Schiffers, Fernsehserie)
- 1988: Tatort – Pleitegeier
- 1989: Tatort – Schmutzarbeit
- 1993: Schwarz Rot Gold – Made in Germany (Fernsehserie)
- 1993–1996: Großstadtrevier (Fernsehserie, 4 Folgen)
- 2007: Im Namen des Gesetzes (Folge Geplatzte Träume, Fernsehserie)